# 西伊豆フリーパス
西伊豆フリーパス（にしいず - ）は、小田急電鉄が発売していた周遊券である。

## 概要
1992年5月21日発売開始。
小田急線発駅 - 東海旅客鉄道御殿場線沼津駅までの片道乗車券と小田急ロマンスカー「あさぎり」の特別急行券と東海バス（指定区間・主に西伊豆地域）、東海道本線沼津駅 - 三島駅間、伊豆箱根鉄道駿豆線全線、伊豆箱根バス（指定区間）および伊豆箱根自動車（指定区間）が乗り降り自由の周遊券である。有効期間は、使用開始日を含めて3日間。
また、14箇所の西伊豆地域の施設で優待も受けられた。
あさぎりの運転区間短縮に伴い、2012年3月をもって発売を終了した。

## 発売箇所
- 小田急小田原線新宿駅 - 本厚木駅間各駅、江ノ島線全駅および多摩線全駅
- 小田急トラベル主要営業所